# No One Rides for Free
No One Rides for Free è l'album di debutto del gruppo stoner rock statunitense Fu Manchu, pubblicato nel 1994 dalla Bong Load Records. L'album è prodotto da Brant Bjork, che al tempo faceva ancora parte dei Kyuss, e che nel 1997 si sarebbe unito agli stessi Fu Manchu.

## Tracce
1. Time To Fly – 3:04
2. Ojo Rojo – 3:49
3. Show And Shine – 2:54
4. Mega-Bumpers – 3:51
5. Free And Easy (Summer Girls) – 2:03
6. Super Bird – 4:05
7. Shine It On – 2:30
8. Snakebellies – 4:48

## Formazione
- Scott Hill - voce, chitarra
- Eddie Glass - chitarra
- Mark Abshire - basso, batteria
- Ruben Romano - batteria, voce